# Seriphidomyia czarshanga
Seriphidomyia czarshanga är en tvåvingeart som beskrevs av Fedotova 2000. Seriphidomyia czarshanga ingår i släktet Seriphidomyia och familjen gallmyggor.
Artens utbredningsområde är Turkmenistan. Inga underarter finns listade i Catalogue of Life.